# Jinshi
Jinshi (津市市S, JīnshìP) è una città-contea della Cina, situata nella provincia di Hunan e amministrata dalla prefettura di Changde.